# 竇氏真圓鰭魚
竇氏真圓鰭魚，為輻鰭魚綱鮋形目杜父魚亞目絨杜父魚科的其中一種，為寒帶海水魚，分布於北極圈、西北大西洋加拿大哈德遜灣、格陵蘭東部、冷岸群島、巴倫支海；西北太平洋喀拉海、鄂霍次克海海域，棲息深度50-930公尺，體長可達10公分，棲息在泥底質、礫石底質底層水域，生活習性不明。

## 扩展阅读
維基物種上的相關：竇氏真圓鰭魚